# Saint-Junien

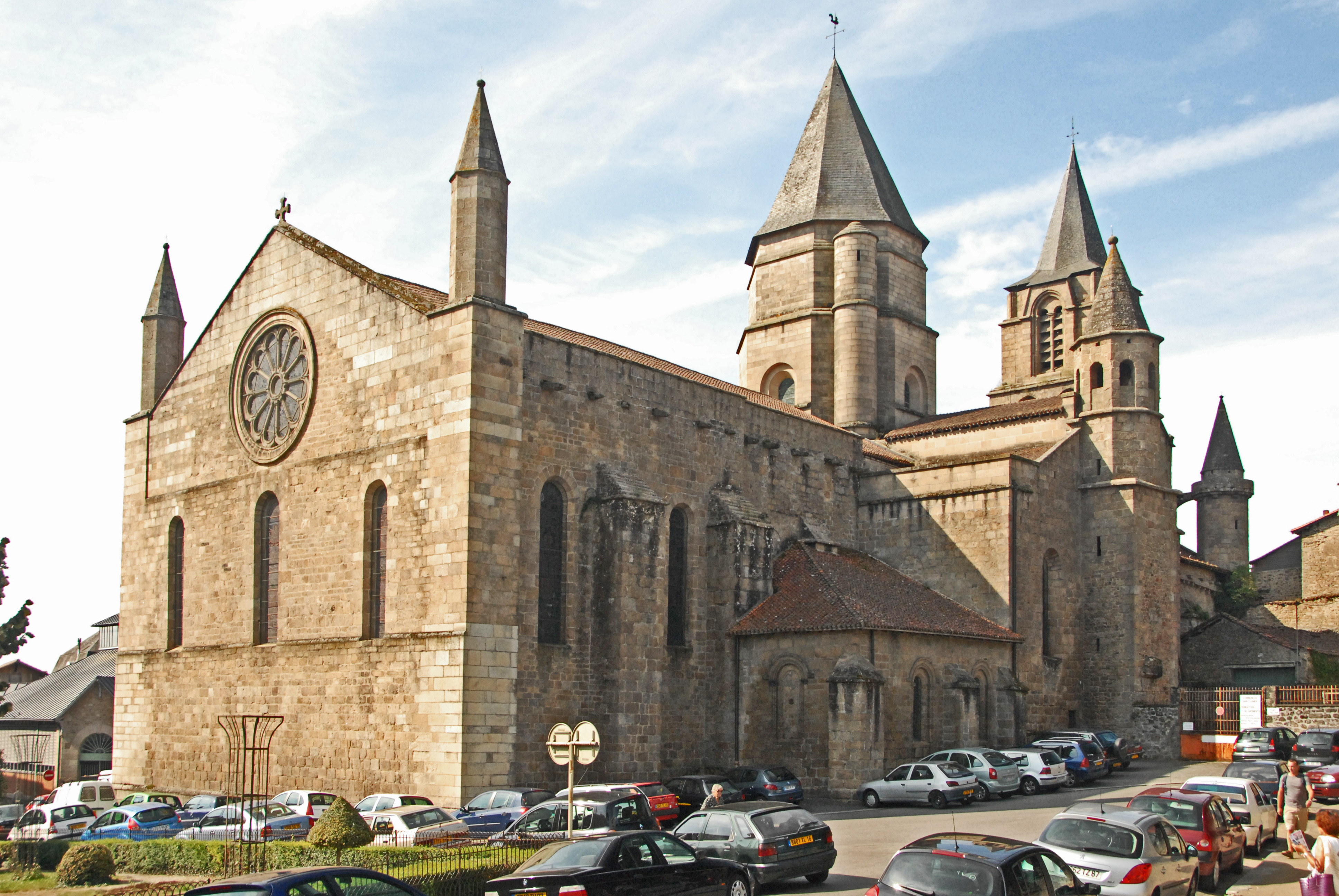
Kolegiata w Saint-Junien (2009)

Saint-Junien – miejscowość i gmina we Francji, w regionie Nowa Akwitania, w departamencie Haute-Vienne.
Według danych na rok 1990 gminę zamieszkiwały 10 604 osoby, a gęstość zaludnienia wynosiła 187 osób/km² (wśród 747 gmin Limousin Saint-Junien plasuje się na 6. miejscu pod względem liczby ludności, natomiast pod względem powierzchni na miejscu 19.).

## Populacja

Populacja Saint-Junien w latach 1962–2008

## Współpraca
Miejscowość partnerska:
- Charleroi, Belgia[1]